# Francesco Maria Gatteschi
Francesco Maria Gatteschi (Pistoia, ... – ...; fl. XVIII secolo) è stato un architetto italiano.

## Biografia
Architetto pistoiese operò prevalentemente nella sua città natale nel 1700, nacque e visse nel bel palazzo di Via del Can Bianco, dove realizzò un piccolo teatro con palco e soffitto a volta ancor oggi conservato. Fra le sue principali opere, va evidenziato il riadattamento della Chiesa di San Filippo per accogliere la Biblioteca Fabroniana (1726) e la razionalizzazione degli spazi della Biblioteca Forteguerriana, con la realizzazione del salone di lettura e la scalinata imponente di accesso allo stesso. Sua opera è anche la realizzazione della Villa di Scornio, detta Villone Puccini, nella periferia nord della città.

## Opere
- Palazzo Gatteschi e teatrino Gatteschi
- Biblioteca Fabroniana, ristrutturazione (1726)
- Biblioteca Forteguerriana, ristrutturazione
- Villa di Scornio